# Habsburg Eleonóra mantovai hercegné
Habsburg Eleonóra (ismert még mint Ausztriai Eleonóra főhercegnő, németül: Eleonore von Österreich, olaszul: Eleonora d'Asburgo; Bécs, 1534. november 2. – Mantova, 1594. augusztus 5.), a Habsburg-házból származó osztrák főhercegnő, I. Ferdinánd német-római császár és Jagelló Anna leánya, aki Gonzaga Vilmossal kötött házassága révén mantovai és monferratói hercegné 1561-től hitvese 1587-es haláláig.

## Származása
A Habsburg-család tagjaként született. Apja I. Ferdinánd német-római császár és magyar király, aki Szép Fülöp burgundiai herceg és Őrült Johanna kasztíliai királynő második fia volt. Apai nagyapai dédszülei I. Miksa német-római császár és Burgundi Mária (Merész Károly burgundi herceg leánya), míg apai nagyanyai dédszülei II. Ferdinánd aragóniai király és I. Izabella kasztíliai királynő (II. János kasztíliai király leánya) voltak.
Édesanyja a Jagelló-házból származó Anna magyar és cseh királyi hercegnő, aki Dobzse László király és Foix–Candale-i Anna királyné legidősebb gyermeke volt. Anyai nagyapai dédszülei IV. Kázmér lengyel király és Habsburg Erzsébet (Habsburg Albert német, magyar és cseh király leánya), míg anyai nagyanyai dédszülei II. Gaston János candale-i gróf és Foix Katalin (I. Eleonóra navarrai királynő leánya) voltak.
A főhercegnő volt szülei tizenöt gyermeke közül a nyolcadik, egyben a hatodik leány. Tizenhárom felnőttkort megért testvérei között olyan személyek vannak mint Erzsébet lengyel királyné, Miksa német-római császár és magyar király, Anna bajor hercegné, Ferdinánd tiroli gróf, Mária jülich–kleve–bergi hercegné, Katalin lengyel királyné, Borbála modenai, reggiói és ferrarai hercegné, Stájer Károly főherceg és Johanna toszkánai nagyhercegné is.

## Házassága és gyermekei
Eleonóra főhercegnő hitvese a Gonzaga-házból származó I. Vilmos mantovai herceg lett. Vilmos II. Ferdinánd mantovai herceg és Palaiologosz Margit (IX. Vilmos, Montferrat márkija leányának) fia volt. Házasságukra 1561. április 26-án került sor. Kapcsolatukból összesen három gyermek született. Gyermekeik:
1. Vince herceg (1562. szeptember 21. – 1612. február 9.), apját követvén Mantova hercege.
2. Margit hercegnő (1564. május 27. – 1618. január 6.), II. Alfonz ferrarai herceg hitvese.
3. Anna Katalin hercegnő (1566. november 16. – 1621. augusztus 3.), anyai nagybátyja, Habsburg–Tiroli Ferdinánd főherceg felesége lett.